# Bowenovo reakční schéma

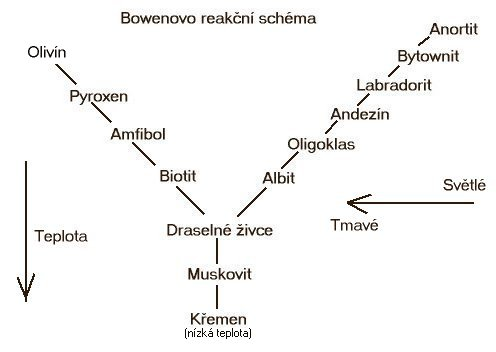
Jednoduchý náčrtek schématu, který ukazuje postup krystalizace s klesající teplotou.

Bowenovo reakční schéma je koncepce postupné krystalizace alkalicko-vápenatých minerálů z taveniny, která umožňuje lépe pochopit vznik magmatických hornin. V obráceném pohledu je možno částečně použít i k pochopení stability minerálů na zemském povrchu a schopnosti hornin odolávat erozním vlivům.
Jde jedno z nejdůležitějších schémat v geologii.

## Vznik teorie
Schéma dostalo jméno podle kanadského geologa a petrologa Normana L. Bowena, který ho jako první sestavil a publikoval roku 1928 ve svém díle The Evolution of the Igneous Rocks. Bowen její pomocí vysvětlil proč se některé typy minerálů obvykle vyskytují ve společné asociaci, zatímco s jinými se prakticky vůbec nenalézají. Na začátku 20. století experimentoval s tavením práškových vzorků vyvřelých hornin a při následném ochlazování sledoval při jakých teplotách krystalizují jednotlivé druhy minerálů. Postupně opakoval proces chladnutí a přecházel do stále nižších teplot. Podle získaných výsledků formuloval reakční schéma, které je s určitými obměnami akceptováno dodnes jako idealizovaný proces chladnutí magmatu. Na základě Bowenova schématu lze při pozorování horniny dospět k poměrně přesnému závěru za jakých teplotních podmínek hornina vznikala.

## Vysvětlení schématu
Schéma je rozděleno na tři části a vyjadřuje postup krystalizace vzhledem ke klesající teplotě. První krystalizuje olivín za vysokých teplot a tlaků, jak teplota klesá, začínají krystalizovat další a další minerály schématu, až jako poslední křemen, který krystalizuje za nejnižších teplot (okolo 570 °C). V celém schématu je vyjádřen i vztah klesající světlosti minerálu, takže na pravé straně máme minerály světlé a na levé straně minerály tmavé.
- pravá strana – Ca-živce (vápenaté živce) – zleva doprava v ní stoupá podíl vápníku
- levá strana – řada od olivínu po biotit
- řada draselných živců po křemen

## Frakční krystalizace
Bowen při výzkumu nebyl schopen zohlednit některé podmínky, které se reálně vyskytují v přírodě. Podobně jako v jiných teoretických schématech ani tady všechno neplatí přesně, jelikož při krystalizaci dochází k tomu, že minerál spotřebovává určité prvky ke svému vzniku, čímž ochuzuje taveninu a její složení se tak mění. Další minerály, které krystalizují později, tak musí vznikat z menšího množství prvků, což je znevýhodňuje a má za následek postupnou změnu jejich chemického složení a tím i celkové stavby krystalů. Příkladem může být olivín, který se postupně mění z hořčíkem bohaté odrůdy – forsteritu na železem bohatou variantu fayalit. Tento proces se nazývá frakční krystalizace.